# Serhij Krukoweć
Serhij Mychajłowycz Krukoweć (ukr. Сергій Михайлович Круковець, ros. Сергей Михайлович Круковец, Siergiej Michajłowicz Krukowiec; ur. 1 lipca 1973 w Łucku) – ukraiński piłkarz, grający na pozycji obrońcy.

## Kariera piłkarska

### Kariera klubowa
Wychowanek amatorskiej drużyny Pidszypnyk Łuck. Pierwszy trener - Wasyl Wojtowicz. W 1990 rozpoczął karierę piłkarską w miejscowym klubie Wołyń Łuck. Wiosną 1993 wyjechał do Polski, gdzie bronił barw klubu KSZO Ostrowiec Św., ale latem powrócił do Wołyni. Na początku 1996 wyjechał do Rosji, gdzie występował w klubach Torpedo-Łużniki Moskwa (potem nazywał się Torpedo Moskwa) oraz Lokomotiw Niżny Nowogród. W rundzie jesiennej sezonu 2000/01 grał w Prykarpattia Iwano-Frankowsk, ale zimą powrócił do Rosji, w którym występował w klubach Kubań Krasnodar, Mietałłurg Krasnojarsk oraz Salut-Eniergija Biełgorod. W 2003 przeniósł się do kazachskiego Żenis Astana. Latem 2004 powrócił do Ukrainy, gdzie podpisał kontrakt z Nywą Winnica. W 2006 zakończył karierę piłkarską w zespole Naftowyk-Ukrnafta Ochtyrka.

### Kariera reprezentacyjna
Występował w młodzieżowej reprezentacji Ukrainy.

## Sukcesy i odznaczenia

### Sukcesy klubowe
- brązowy medalista Pierwszej dywizji Rosji: 2001
- brązowy medalista Drugiej dywizji Rosji: 2002
- brązowy medalista Kazachstanu: 2003
- mistrz Pierwszej lihi Ukrainy: 2007